# Stadsparksvallen

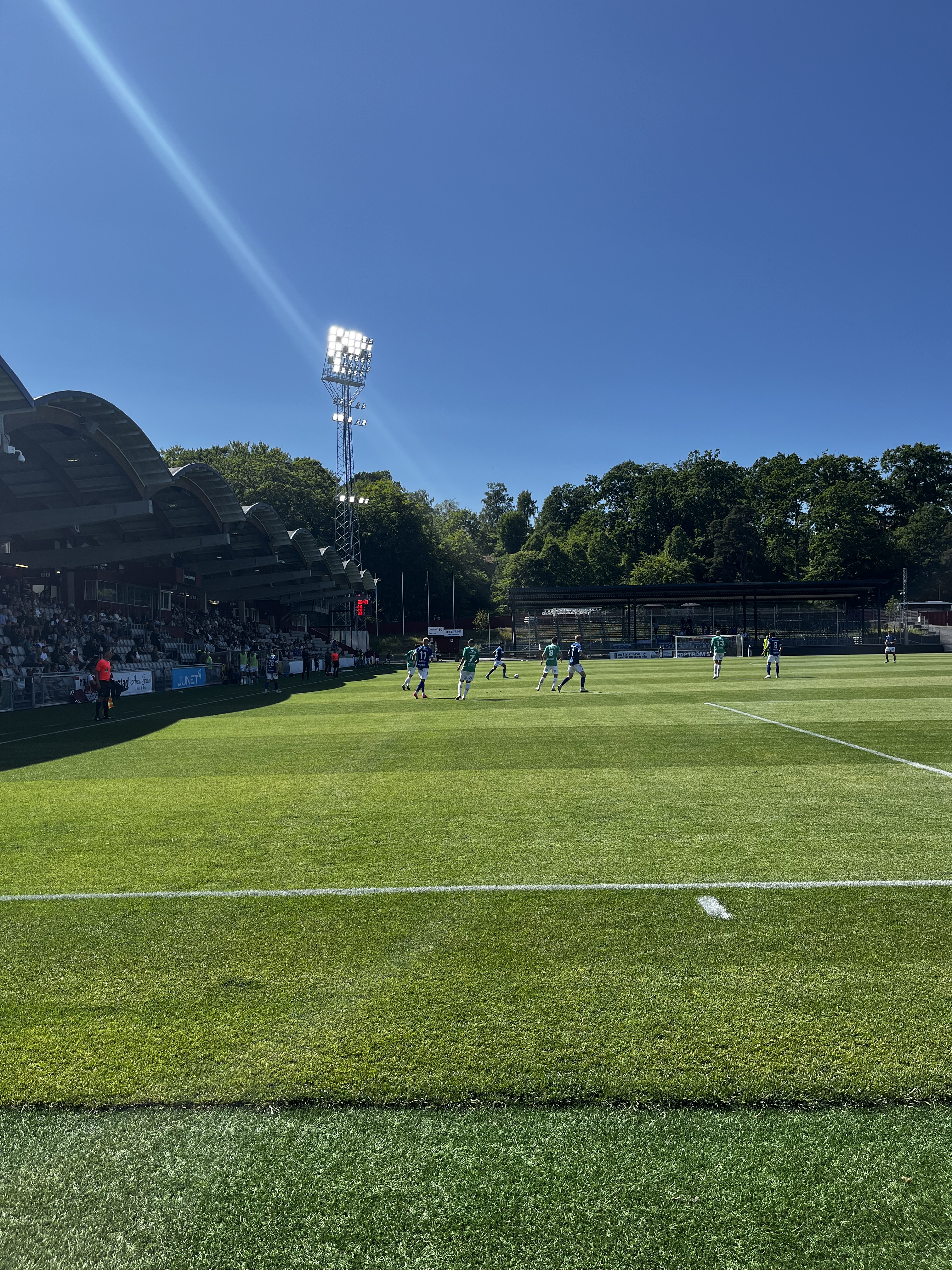
J-Södra mot Trelleborg, match i Superettan den 10 juni 2023.

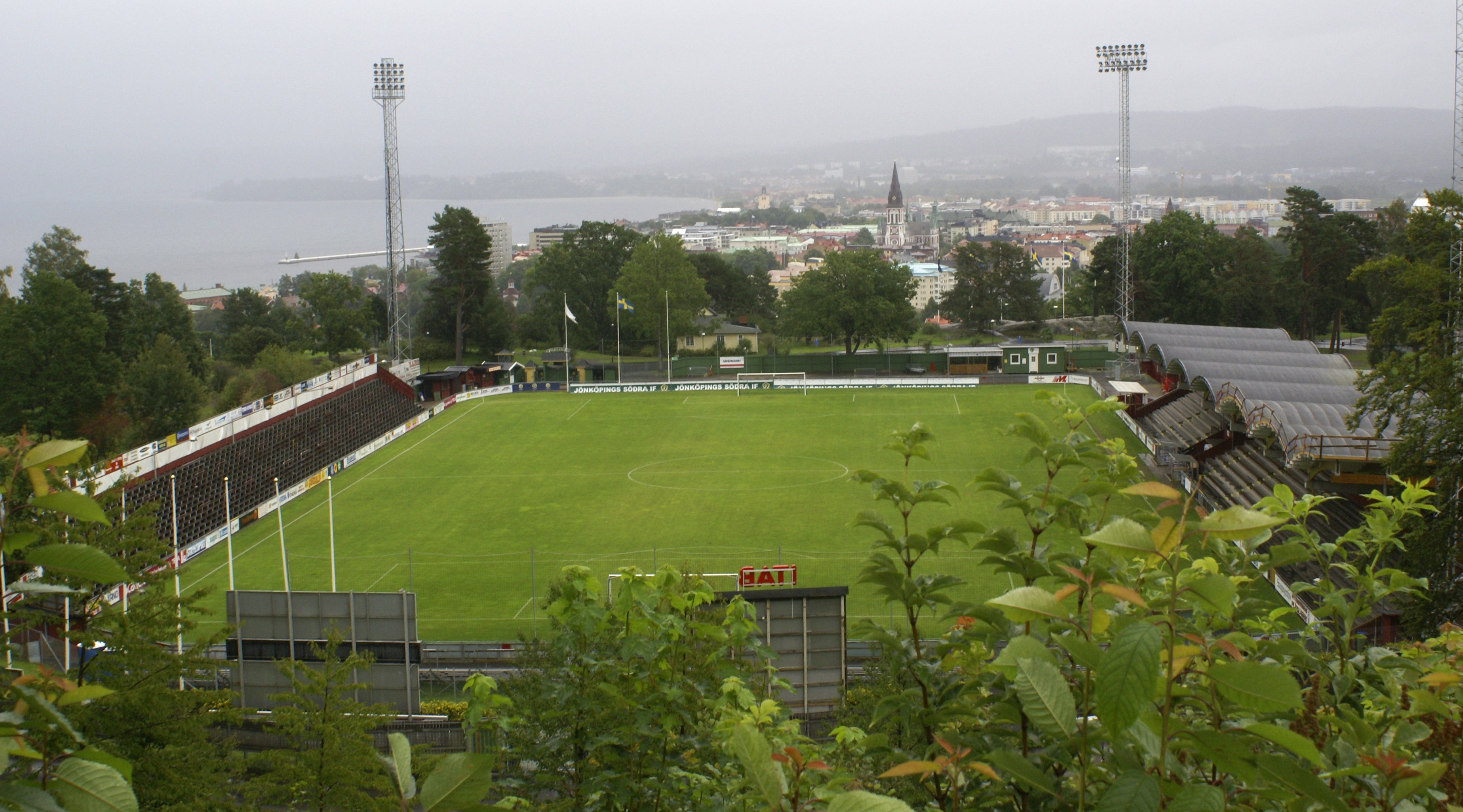
Stadsparksvallen 2008. Ståplatsläktaren till vänster i bild är numera ersatt med en sittplatsläktare.

Stadsparksvallen, i folkmun Vallen, är en fotbollsarena i Jönköpings stadspark, som är hemmaplan för Jönköpings Södra IF, som har spelat tolv allsvenska säsonger på arenan. Även andra fotbollsklubbar från Jönköping, som IF Hallby, IK Tord och Mariebo IK, har under perioder haft Stadsparksvallen som hemmararena. Stadsparksvallen har många gånger ansetts vara Sveriges vackrast belägna arena, då arenan ligger på ett berg med utsikt över Vättern och Jönköping.
Idrottsplatsen invigdes 1902. Namnet Stadsparksvallen tillkom 1927, efter en stor renovering och utbyggnad. Arenan fungerade fram till 1981 även som friidrottsanläggning. Riksidrottsförbundet utsåg under sitt 100-årsjubileum 2003 Stadsparksvallen till en av de 100 idrottshistoriska platserna i Sverige.
Ännu en renovering och utbyggnad av arenan satte igång i maj 2020 och stod helt klar till säsongen 2022. Då ökade kapaciteten till 7300 personer sedan bland annat en ny sittplatsläktare på norra långsidan byggts. Samtidigt ersattes naturgräsmattan med en ny matta med hybridgräs.

## Evenemang
På Stadsparksvallen har bland annat Svenska mästerskapen i friidrott 1911 och Amerikaspelen 1938, 1949 och 1950 anordnats. Världsmästerskapen i modern femkamp 1967 ägde rum här med det lokala regementet A6 som arrangör, och även världsmästerskapen i frisbee 1996 anordnades här.
Sveriges damlandslag i fotboll har spelat matcher på Stadsparksvallen – första gången 1985 mot Belgien. Ett antal U21-landskamper i fotboll har också spelats här, till exempel 8 september 2023 då Sveriges herrar U21 mötte Nordmakedoniens U21-lag i en kvalmatch till U21-EM.

## Rekord
Publikrekord Allsvenskan: 18 582 åskådare, seriefinal i Allsvenskan mellan Jönköpings Södra IF och Malmö FF, säsongen 1949/1950.
Publikrekord Superettan: 6 295 åskådare (slutsålt), i Superettan mellan Jönköpings Södra IF och Östersund FK 17 oktober 2015. (Extraläktare och delar av bortaläktaren användes under matchen till hemmasupportrarna).

## Övrigt
Den 16 augusti 2016 blev Stadsparksvallen uppmärksammad både i Sverige och internationellt. Under ett möte i allsvenskan mellan J-Södra och Östersunds FK var ställningen 1–1 när en åskådare tog sig in på planen i slutminuterna och slog ner Östersundsmålvakten Aly Keita. Matchen avbröts. EM-domaren Jonas Eriksson hade aldrig varit med om något liknande tidigare. Matchresultatet fastställdes så småningom till 1–1. Åskådaren, som greps av polis, hade också hotat med att bomba Stadsparksvallen.